# Jaškovská krčma
Jaškovská krčma (původně Jaskovická) v Horním Těrlicku v okrese Karviná se nachází v dolní části obce, na břehu vodní nádrže Těrlicko, kde patří mezi nejstarší dochované stavby obce. Je zapsána na seznam kulturních památek, a to v roce 1974. Krčma je jedna z nejstarších doložených hospod (historický pojem) v Česku, na Moravě i ve Slezsku. Poprvé byla zmíněna v listině z roku 1268, kdy mnichům z Orlovského kláštera patřily ještě další dvě hospody (Žukov a Ostrava). V roce 2018 to bylo tedy 750 let písemně doložené existence.

## Historie
Přesné datování vzniku této stavby, nad říčkou Stonávkou (dnes nad hladinou vodní nádrže Těrlicko), na Jaškovském kopci (dnes pod Bludovickým kopcem), nelze určit. První písemná zmínka pochází z 12. května 1268, kde v zakládací listině opolský kníže Vladislav stvrzuje užívání taberny v Sierlitzku benediktýnskému klášteru v Orlové.
| „                      | „Ve jméno Otce. Amen. My Vladislav z Boží milosti kníže Opolské známo činíme, že obdarování našich předkův slavné paměti, jakáž bratřím řádu sv. Benedikta byli učinili ku kapli v Orlové, kdež jim některé dědiny s veškerým příslušenstvím s požitky a svobodami byli pustili, milostivě obnovujeme: totižto sůl veskrze i s Da(m)brow – ou a všemi lukami, Chotebanz, Vrbici (Wirzbica), Záblať; kromě soli hospodu s plným právem na třech všech: Žukově (Szucowo), Těrličku (Sierliczko), Ostravě; a na všech výš jmenovaných cokoli bude příslušného buďto ku knížecímu dvoru nebo komukoli jinému, všecko přísežné slušeti bude kostelu výš jmenovanému." | “ |
| — Vladislav I. Opolský | |   |

Krčma se nacházela na kupecké cestě mezi hradem v Ostravě a hradem v Těšíně, byla odbočkou jantarové stezky. Jednalo se tedy o krčmu zájezdní, která sloužila nejen místnímu lidu, ale také formanům, kupcům, pocestným a také těm, co jeli koňmo. Ve vesnických krčmách se pivo nejen čepovalo, ale i vařilo. Vzhledem k tomu, že krčma byla klášterním majetkem, mohla odebírat pivo přímo z klášterního pivovaru, a pálenku z klášterní pálenice.
Po roce 1268 byla krčma opevněna a opatřena stálou stráží, která zajišťovala bezpečnost cestujících a také vybírala také mýto.
V roce 1458 byl zde zmíněn jistý Machnik Kronic z Cierlicka. Po sekularizaci orlovského kláštera v roce 1561 knížetem Václavem III. Adamem Těšínským, připadla krčma prodejem těšínským šlechticům, jsou zde zmíněni Rousečtí z Ejvaně (1515 Václav Rousecký, 1523–1545 Melichar Rousecký, 1566 bratři Václav a Jan Rousečtí, 1597 Jan Rousecký, 1711 Jan Jiří Rousecký). V tomtéž roce se stala krčmou panskou.
V roce 1682 byla krčma v majetku šlechtice Mikuláše staršího Wilczeka, v tomto roce vyhořela. V letech 1683– 1731 byl vlastníkem rod Larischů. V roce 1691 byla opravena na náklady Těšínské komory (někdy je uváděna Slezská komora).
V roce 1770 prodal Kalixt hrabě Larisch krčmu prodal s dědičným užíváním Janu Hauttlovi, měšťanu z Ostravy a dvornímu stolaři z Karviné. Ve smlouvě je řada podmínek, například, že: je povoleno čepovat pouze panské pivo a pálenku, že se nepřipustí výčep cizích nápojů a to pod ztrátou místa a živnosti, také se zde může svobodně vykonávat živnost pekařskou a řeznickou.
V roce 1870 bylo na základě nájemní smlouvy dáno právo na výčep piva a pálenky v panském hostinci v Horním Těrlicku pro Adolfa Glücklicha (Horní Těrlicko čp. 145). Po jeho smrti krčmu, vdova Terezie Glücklichová, převedla na Karolinu Pěgřimek.
Z dalších písemných záznamů z roku 1902 je doložen nájemce Antonín Palarčík, kterému krčmu pronajal hrabě Larisch-Mönnich. Ve smlouvě bylo sjednáno právo na: výčep piva a pálenky, poskytovat nocleh cizím osobám, připravovat a předkládat jídla, výčep vína, výčep ovocných vín, připravovat kávu a čaj, provozovat dovolené hry. Jméno Palarčík bylo zmíněno ještě v dokumentech z let 1923, 1928, 1931.
V roce 1922 byly nalezeny nájemcem, panem Palarčíkem, mince. Nejstarší z mincí pocházela z roku 1723, na jedné straně byl vyobrazen rakouský císař Karel VI., otec Marie Terezie, na druhé straně byl obraz Marie s Jezulátkem s latinským nápisem: Custos regni Hungaria (Ochránkyně království uherského). Druhá mince z r.oku 1735 zobrazovala poprsí pruského krále Bedřicha Viléma a znak Pruska s latinským nápisem: Quisque scriptor (Každému své). Třetí mince byla identická s první, pocházela však z roku 1738. Ke čtvrté a páté minci popis není.
V roce 1971 majitelé Palarčíkovi prodali hostinec Dolu ČSM Stonava.

## Architektura

### Stavba
Jednopatrová stavba obdélného půdorysu se sedlovou střechou. Kolmo k zadní stěně je přistavěno krátké křídlo. Fasáda šesti okenními osami, boční tříosé. Ve štítech po dvou obdélných oknech. Nároží průčelí a zadního křídla byla opatřena šikmými opěráky.
V interiéru jsou dochovány v některých přízemních místnostech křížové a valené klenby, patro je plochostropé, ve sklepení původní zdivo z 13. století a kamenný portál do sklepení. Místnosti jsou vybaveny replikami historického nábytku.

### Chodba
V roce 1954 byla objevena a prozkoumána tajná chodba. V chodbě bylo nalezeno několik starých mincí. Je pravděpodobné, že v dávných dobách sloužila krčma i jako opevněné hradiště s možností úniku. Obrana hradiště byla složitější, než obrana opevněného hradu. K úniku vpřípadě ohrožení sloužily podzemní chodby. Nálezem této chodby byly potvrzeny ústně tradované pověstí z konce 13. a počátku 14. století.

### Rekonstrukce
V průběhu let byla krčma přestavována. Kamennou podobu získala po požáru v roce 1691. Rekonstrukce proběhla v létech 1976–1977 a v roce 2002.

## Nejstarší restaurace v Česku
Tato krčma v Těrlicku existuje z doby, kdy např. přes Vltavu stál ještě Juditin most. Nejstarší pražská restaurace U Krále brabantského vznikla až o 108 let později. Pivovarská restaurace U Fleků až o 231 let později.